# Welcome to the Real World (Sick Puppies)
| Recensione    | Giudizio |
| ------------- | -------- |
| Sputnik Music | 1.5/5    |

Welcome to the Real World è l'album di debutto del gruppo rock australiano Sick Puppies. L'album è stato stampato in sole 3000 copie, tutte distribuite solamente in Australia.

## Pre-release
Il gruppo partecipò alla competizione Triple J Unearthed nel 2000, con una demo del brano "Nothing Really Matters", e vinse nella regione di Sidney, insieme a Blu e Ariels.Spans.Earth.; la vittoria diede al gruppo la possibilità di avere un contratto discografico, portando alla pubblicazione di Welcome to the Real World. Prima dell'uscita dell'album, oltre a "Nothing Really Matters", vennero pubblicati due singoli: "Every Day" and "Rock Kids".

## Tracce
1. Welcome to the Real World – 2:44
2. Rock Kids – 4:12
3. Duck Bite – 3:45
4. Every Day – 5:18
5. Time Will Pass – 4:06
6. Nothing Really Matters – 4:39
7. Open the Door – 3:06
8. Holding Out – 3:58
9. Something Different – 3:48
10. Do You Know – 3:24
11. Me Much Plenty – 3:01
12. The Way – 3:58
13. Rock Kids (radio edit) – 7:13
14. Spanky & Speedy (traccia fantasma) – 1:24

Disco bonus dell'edizione Enhanced
1. Every Day (single version) – 3:09
2. Every Day (album version) – 5:18
3. Nothing Really Matters (senza la intro di Open the Door) – 4:37

## Formazione
- Shim Moore – voce, chitarra
- Emma Anzai – basso, cori
- Chris Mileski – batteria